# 叶夫根尼亚·迪莫娃
叶夫根尼亚·迪莫娃（俄語：Евгения Димова，1982年4月29日—），俄羅斯女子羽毛球運動員。

## 簡歷
2008年11月，叶夫根尼亚·迪莫娃与叶夫根尼·德雷明出战俄羅斯羽毛球大獎賽，在混双準决赛以1比2（21-17、9-21、13-21）不敌赛会6号种子、队友的亚历山大·尼科拉恩科/瓦莱里亚·索罗金娜。
2009年9月，叶夫根尼亚·迪莫娃与叶夫根尼·德雷明出战俄羅斯羽毛球大獎賽，在混双準决赛以0比2（21-23、17-21）不敌赛会4号种子、队友的亚历山大·尼科拉恩科/瓦莱里亚·索罗金娜。
2011年10月，叶夫根尼亚·迪莫娃与谢尔盖·鲁涅夫出战瑞士羽毛球國際賽，在混双决赛以0比2（20-22、23-25）不敌赛会头号种子、队友的维塔利·杜尔金/尼娜·维斯洛娃，赢得亚军。
2012年6月，叶夫根尼亚·迪莫娃出战俄羅斯羽毛球大獎賽，在準决赛以0比2（9-21、12-21）不敌日本的橋本由衣；而与谢尔盖·鲁涅夫的混双準决赛以0比2（17-21、19-21）不敌赛会2号种子、队友的维塔利·杜尔金/尼娜·维斯洛娃。
2013年8月，叶夫根尼亚·迪莫娃參加中國廣州舉行的世界羽毛球錦標賽，與谢尔盖·鲁涅夫出戰混合雙打項目，首圈就以0比2（12-21、17-21）負於瑞士的安东尼·迪马尔特雷/萨布丽娜·贾奎特出局。同年9月，叶夫根尼亚·迪莫娃与叶夫根尼·德雷明出战俄羅斯羽毛球大獎賽，在混双决赛以0比2（17-21、22-24）不敌队友的伊万·索松诺夫/塔吉娜·比比克，赢得亚军。
2014年7月，叶夫根尼亚·迪莫娃与白夜羽毛球賽，在混双决赛以2比0（21-17、21-12）击败了赛会头号种子、波兰的罗伯特·马特斯亚克/阿格涅什卡·维特科夫斯卡，夺得其首个国际赛的冠军。同期7月，她与叶夫根尼·德雷明出战俄羅斯羽毛球大獎賽，在混双準决赛以0比2（20-22、14-21）不敌日本的垰畑亮太/新玉美鄉。同年9月，她与叶夫根尼·德雷明出战捷克羽毛球國際賽，在混双準决赛以0比2（16-21、17-21）不敌赛会2号种子、瑞典的约纳坦·努德/伊美利·法贝克。
2015年1月，叶夫根尼亚·迪莫娃与叶夫根尼·德雷明出战印度羽毛球黃金大獎賽，在混双準决赛以0比2（22-24、19-21）不敌印度的马奴·阿特里/玛内沙·库卡帕利。同年2月，她与叶夫根尼·德雷明出战奧地利羽毛球公開賽，在混双準决赛以0比2（18-21、17-21）不敌赛会3号种子、印尼的伊迪·苏巴蒂亚/格罗里亚·埃马努埃莱·维德佳佳。同年9月，她与叶夫根尼·德雷明出战保加利亞羽毛球國際賽，在混双决赛以0比2（14-21、18-21）不敌波兰的罗伯特·马特斯亚克/娜蒂斯达·希尔巴，赢得亚军。
2016年4月，叶夫根尼亚·迪莫娃与叶夫根尼·德雷明出战秘魯羽毛球國際賽，在混双决赛以2比0（23-25、14-21）不敌赛会头号种子、队友的维塔利·杜尔金/尼娜·维斯洛娃。同年7月，她分别与塔吉娜·比比克以及叶夫根尼·德雷明出战白夜羽毛球賽，在女双準决赛以0比2（14-21、13-21）不敌赛会2号种子、队友的安娜斯塔西亚·切尔维亚科娃/奥尔佳·莫罗佐娃；而混双準决赛以1比2（15-21、21-10、13-21）不敌赛会头号种子、德国的麦克·福克斯/比尔吉德·迈克斯。同年10月，她与叶夫根尼·德雷明出战俄羅斯羽毛球大獎賽，在混双準决赛以0比2（13-21、19-21）不敌队友的弗拉基米尔·伊万诺夫/瓦莱里亚·索罗金娜。同期10月，她与叶夫根尼·德雷明出战巴林羽毛球國際挑戰賽，在混双决赛以2比0（21-15、21-11）击败了队友的阿纳托利·亚特瑟夫/叶夫根尼娅·科泽茨卡亚，赢得冠军。同年12月，她与叶夫根尼·德雷明出战美國羽毛球國際挑戰賽，在混双决赛以2比0（21-6、22-20）击败了美国的舒之顥/杰米·苏班迪，赢得冠军。
2017年8月，叶夫根尼亚·迪莫娃參加苏格兰格拉斯哥舉行的世界羽毛球錦標賽，她和叶夫根尼·德雷明出戰混合双打項目。首圈以0比2 （18-21、19-21）不敌中華台北的廖敏竣/陳曉歡，48强止步。
2018年2月，叶夫根尼亚·迪莫娃与叶夫根尼·德雷明出战奧地利羽毛球公開賽，在混双决赛以2比0（21-15、21-13）击败了丹麦的拉塞·摩爾菲德/萨拉·伦高，赢得冠军。同年3月，她与叶夫根尼·德雷明出战西班牙羽毛球國際賽，在混双决赛以2比0（21-17、21-14）击败了赛会2号种子、印度的沙拉巴·夏爾馬/安諾舒卡·帕雷克，赢得冠军。同期3月，她与叶夫根尼·德雷明出战越南羽毛球國際挑戰賽，在混双决赛以1比2（22-20、22-24、15-21）不敌赛会4号种子、东道主的杜俊德/范茹草，赢得亚军。同年3月，她与叶夫根尼·德雷明出战奧爾良羽毛球大師賽，在混双準决赛以1比2（22-20、18-21、17-21）不敌丹麦的尼克拉斯·诺尔/萨拉·蒂格森。同年6月，她与葉夫根尼·德雷明出战西班牙羽毛球國際賽，在混双决赛以2比0（24-22、21-12）力克赛会3号种子、丹麦的米克尔·米克尔森/麦尔·苏罗，赢得冠军。

## 主要比賽成績
只列出曾進入準決賽的國際賽事成績：
| 年份   | 賽事                     | 公開賽級別 | 項目     | 搭檔            | 成績   |
| ------ | ------------------------ | ---------- | -------- | --------------- | ------ |
| 2008年 | 俄羅斯羽毛球大獎賽       | 大獎賽     | 混合雙打 | 叶夫根尼·德雷明 | 準決賽 |
| 2009年 | 俄羅斯羽毛球大獎賽       | 大獎賽     | 混合雙打 | 叶夫根尼·德雷明 | 準決賽 |
| 2011年 | 瑞士羽毛球國際賽         | 國際挑戰賽 | 混合雙打 | 谢尔盖·鲁涅夫   | 亞軍   |
| 2012年 | 俄羅斯羽毛球大獎賽       | 大獎賽     | 女子單打 | －              | 準決賽 |
| 2012年 | 俄羅斯羽毛球大獎賽       | 大獎賽     | 混合雙打 | 谢尔盖·鲁涅夫   | 準決賽 |
| 2013年 | 俄羅斯羽毛球大獎賽       | 大獎賽     | 混合雙打 | 叶夫根尼·德雷明 | 準決賽 |
| 2014年 | 歐洲女子羽毛球團體錦標賽 | 其他       | 女子團體 | －              | 亞軍   |
| 2014年 | 白夜羽毛球賽             | 國際挑戰賽 | 混合雙打 | 叶夫根尼·德雷明 | 冠軍   |
| 2014年 | 俄羅斯羽毛球大獎賽       | 大獎賽     | 混合雙打 | 叶夫根尼·德雷明 | 準決賽 |
| 2014年 | 捷克羽毛球國際賽         | 國際挑戰賽 | 混合雙打 | 叶夫根尼·德雷明 | 準決賽 |
| 2015年 | 印度羽毛球黃金大獎賽     | 黃金大獎賽 | 混合雙打 | 叶夫根尼·德雷明 | 準決賽 |
| 2015年 | 奧地利羽毛球公開賽       | 國際挑戰賽 | 混合雙打 | 叶夫根尼·德雷明 | 準決賽 |
| 2015年 | 保加利亞羽毛球國際賽     | 國際挑戰賽 | 混合雙打 | 叶夫根尼·德雷明 | 亞軍   |
| 2015年 | 巴西羽毛球大獎賽         | 大獎賽     | 混合雙打 | 叶夫根尼·德雷明 | 亞軍   |
| 2016年 | 秘魯羽毛球國際賽         | 國際挑戰賽 | 混合雙打 | 叶夫根尼·德雷明 | 亞軍   |
| 2016年 | 白夜羽毛球賽             | 國際挑戰賽 | 女子雙打 | 塔吉娜·比比克   | 準決賽 |
| 2016年 | 白夜羽毛球賽             | 國際挑戰賽 | 混合雙打 | 叶夫根尼·德雷明 | 準決賽 |
| 2016年 | 俄羅斯羽毛球大獎賽       | 大獎賽     | 混合雙打 | 叶夫根尼·德雷明 | 準決賽 |
| 2016年 | 巴林羽毛球國際挑戰賽     | 國際挑戰賽 | 混合雙打 | 叶夫根尼·德雷明 | 冠軍   |
| 2016年 | 美國羽毛球國際挑戰賽     | 國際挑戰賽 | 混合雙打 | 叶夫根尼·德雷明 | 冠軍   |
| 2017年 | 歐洲羽毛球混合團體錦標賽 | 其他       | 混合團體 | －              | 亞軍   |
| 2018年 | 奧地利羽毛球公開賽       | 國際挑戰賽 | 混合雙打 | 叶夫根尼·德雷明 | 冠軍   |
| 2018年 | 巴西羽毛球國際賽         | 國際挑戰賽 | 混合雙打 | 叶夫根尼·德雷明 | 冠軍   |
| 2018年 | 越南羽毛球國際挑戰賽     | 國際挑戰賽 | 混合雙打 | 叶夫根尼·德雷明 | 亞軍   |
| 2018年 | 奧爾良羽毛球大師賽       | 超級100賽  | 混合雙打 | 叶夫根尼·德雷明 | 準決賽 |
| 2018年 | 西班牙羽毛球國際賽       | 國際挑戰賽 | 混合雙打 | 葉夫根尼·德雷明 | 冠軍   |
| 2018年 | 俄羅斯羽毛球公開賽       | 超級100賽  | 混合雙打 | 葉夫根尼·德雷明 | 準決賽 |
| 2018年 | 意大利羽毛球國際賽       | 國際挑戰賽 | 混合雙打 | 葉夫根尼·德雷明 | 亞軍   |
| 2019年 | 歐洲羽毛球混合團體錦標賽 | 其他       | 混合團體 | －              | 季軍   |
| 2019年 | 西班牙羽毛球國際賽       | 國際挑戰賽 | 混合雙打 | 叶夫根尼·德雷明 | 準決賽 |
| 2019年 | 俄羅斯羽毛球公開賽       | 超級100賽  | 混合雙打 | 叶夫根尼·德雷明 | 亞軍   |

| 2007-2017年 | 首要超級賽 | 超級賽 | 黃金大獎賽 | 大獎賽 | 國際挑戰賽 | 國際系列賽 | 未來系列賽 | 其他 |

| 2018-2026年 | 總決賽 | 超級1000賽 | 超級750賽 | 超級500賽 | 超級300賽 | 超級100賽 | 國際挑戰賽 | 國際系列賽 | 未來系列賽 | 其他 |

### 奧運會和世錦賽參賽紀錄
|          | 搭檔            | 2013 | 2014 | 2015 | 2016 | 2017 | 2018 | 2019 | 2020 | 2021 |
| -------- | --------------- | ---- | ---- | ---- | ---- | ---- | ---- | ---- | ---- | ---- |
| 混合雙打 | 谢尔盖·鲁涅夫   | 48強 | －   | －   | －   | －   | －   | －   | －   | －   |
| 混合雙打 | 叶夫根尼·德雷明 | －   | －   | 32強 | －   | 48強 | 32強 | 48強 | －   | 32強 |